# 리처드 몬터규
리처드 메리트 몬터규(영어: Richard Merritt Montague, 1930년 9월 20일 ~ 1971년 3월 7일)는 미국의 수학자, 철학자, 언어학자이다.

## 생애
캘리포니아 대학교 버클리에서 1950년 철학 학사, 1953년 수학 석사를 거쳐 논리학자 알프레드 타르스키의 지도 하에 1957년 수학 박사 학위를 취득했다. 이후 그는 캘리포니아 대학교 로스앤젤레스(UCLA) 철학부에 재직하며 연구를 계속하게 된다. 몬터규가 타르스키의 지도 하에서 쓴 박사논문의 제목은 Contributions to the Axiomatic Foundations of Set Theory로, 그는 이 논문에서 ZFC 집합론의 유한한 공리화가 불가능함을 최초로 증명하였다.
한편 그는 몬터규 문법(Montague grammar)이라는 방법론을 개발하여 자연 언어에 대한 논리적 접근의 선구자 중 하나가 되었다. 이러한 연구는 이후 전산언어학 등 형식 언어학 전반에 큰 영향을 주었으며 언어학적으로 구조 문법, 범주 문법의 연구에 있어서도 큰 의미를 가진다.
몬터규는 1971년 강도살인으로 추정되는 미제사건으로 인해 갑작스러운 죽음을 맞게 되었다. 동료였던 논리학자 솔로몬 페퍼만(Solomon Feferman) 부부의 말에 따르면 몬태규는 평소 바에 놀러가 사람들을 집에 데리고 와 즉흥 파티를 하곤 했는데, 이 날도 사람들을 데리고 왔다가 이들이 강도로 돌변해 몬태규를 죽이고 재산을 훔쳐 도망갔다는 것이다.

## 같이 보기
- 몬터규 문법
- 언어철학